# 1972年ウィンブルドン選手権
1972年 ウィンブルドン選手権（1972ねんウィンブルドンせんしゅけん、The Championships, Wimbledon 1972）は、イギリス・ロンドン郊外にある「オールイングランド・ローンテニス・アンド・クローケー・クラブ」にて、1972年6月26日から7月9日にかけて開催された。

## 大会の流れ
- 男子シングルスは「128名」の選手による通常の7回戦制で行われた。シード選手は8名。
- 女子シングルスは「96名」の選手による7回戦制で行われ、32名の選手は「1回戦不戦勝」（抽選表では“Bye”と表示）があった。シード選手は8名。シード選手でも、1回戦から出場した人と、2回戦から登場した人がいる。2回戦から登場した選手が初戦敗退の場合は「2回戦＝初戦」と表記する。

## シード選手

### 男子シングルス
1. スタン・スミス　（初優勝）
2. イリ・ナスターゼ　（準優勝）
3. マニュエル・オランテス　（ベスト4）
4. アンドレス・ヒメノ　（2回戦）
5. ヤン・コデシュ　（ベスト4）
6. ピエール・バルト　（4回戦）
7. ボブ・ヒューイット　（1回戦）
8. アレックス・メトレベリ　（ベスト8）

### 女子シングルス
1. イボンヌ・グーラゴング　（準優勝）
2. ビリー・ジーン・キング　（優勝、4年ぶり4度目）
3. ナンシー・グンター　（ベスト8）
4. クリス・エバート　（ベスト4）
5. ケリー・メルビル　（3回戦）
6. ロージー・カザルス　（ベスト4）
7. バージニア・ウェード　（ベスト8）
8. フランソワーズ・デュール　（ベスト8）

## 大会経過

### 男子シングルス
準々決勝
- スタン・スミス vs.  アレックス・メトレベリ　6-2, 8-6, 6-2
- ヤン・コデシュ vs.  オニー・パルン　6-2, 6-3, 6-4
- マニュエル・オランテス vs.  コリン・ディブリー　6-2, 6-0, 6-2
- イリ・ナスターゼ vs.  ジミー・コナーズ　6-4, 6-4, 6-1

準決勝
- スタン・スミス vs.  ヤン・コデシュ　3-6, 6-4, 6-1, 7-5
- イリ・ナスターゼ vs.  マニュエル・オランテス　6-3, 6-4, 6-4

### 女子シングルス
準々決勝
- イボンヌ・グーラゴング vs.  フランソワーズ・デュール　8-6, 7-5
- クリス・エバート vs.  パティ・ホーガン　6-2, 4-6, 6-1
- ロージー・カザルス vs.  ナンシー・グンター　3-6, 6-4, 6-0
- ビリー・ジーン・キング vs.  バージニア・ウェード　6-1, 3-6, 6-3

準決勝
- イボンヌ・グーラゴング vs.  クリス・エバート　4-6, 6-3, 6-4
- ビリー・ジーン・キング vs.  ロージー・カザルス　6-2, 6-4

## 決勝戦の結果
男子シングルス
- スタン・スミス vs.  イリ・ナスターゼ　4-6, 6-3, 6-3, 4-6, 7-5

女子シングルス
- ビリー・ジーン・キング vs.  イボンヌ・グーラゴング　6-3, 6-3

男子ダブルス
- ボブ・ヒューイット＆ フルー・マクミラン vs.  スタン・スミス＆ エリック・バン・ディレン　6-2, 6-2, 9-7

女子ダブルス
- ビリー・ジーン・キング＆ ベティ・ストーブ vs.  フランソワーズ・デュール＆ ジュディ・テガート・ドールトン　6-2, 4-6, 6-3

混合ダブルス
- イリ・ナスターゼ＆ ロージー・カザルス vs.  キム・ウォーウィック＆ イボンヌ・グーラゴング　6-4, 6-4